# Edoardo Iannoni
Edoardo Iannoni (Roma, 11 aprile 2001) è un calciatore italiano, centrocampista del Sassuolo.

## Caratteristiche tecniche
Centrocampista abile tecnicamente, dotato di buona corsa e resistente fisicamente, è bravo negli inserimenti offensivi e in possesso di un'ottima visione di gioco.

## Carriera
Cresciuto nel settore giovanile del Savio, il 4 luglio 2019 viene tesserato dal Trastevere, club romano militante in Serie D. Il 16 giugno 2020 viene acquistato dalla Salernitana, con cui firma un quadriennale. Esordisce in Serie B il 17 gennaio 2021, nella partita persa per 5-0 contro l'Empoli, sostituendo all'81º minuto Mamadou Coulibaly. Il 29 gennaio passa a titolo temporaneo alla Juve Stabia; il 20 luglio seguente viene ceduto all'Ancona, con cui disputa un'ottima stagione a livello individuale.
L'8 luglio 2022 si trasferisce in prestito biennale al Perugia. Dopo essersi messo in mostra con i Grifoni, il 12 giugno 2024 viene riscattato dal club umbro; il 23 agosto seguente viene ceduto al Sassuolo, con cui firma un quadriennale.

## Statistiche

### Presenze e reti nei club
Statistiche aggiornate al 13 maggio 2025.
| Stagione        | Squadra         | Campionato      | Campionato | Campionato | Coppe nazionali | Coppe nazionali | Coppe nazionali | Coppe continentali | Coppe continentali | Coppe continentali | Altre coppe | Altre coppe | Altre coppe | Totale | Totale |
| Stagione        | Squadra         | Comp            | Pres       | Reti       | Comp            | Pres            | Reti            | Comp               | Pres               | Reti               | Comp        | Pres        | Reti        | Pres   | Reti   |
| --------------- | --------------- | --------------- | ---------- | ---------- | --------------- | --------------- | --------------- | ------------------ | ------------------ | ------------------ | ----------- | ----------- | ----------- | ------ | ------ |
| 2019-2020       | Trastevere      | D               | 21         | 0          | CI-D            | 2               | 0               | -                  | -                  | -                  | -           | -           | -           | 23     | 0      |
| 2020-gen. 2021  | Salernitana     | B               | 1          | 0          | CI              | 1               | 0               | -                  | -                  | -                  | -           | -           | -           | 2      | 0      |
| gen.-giu. 2021  | Juve Stabia     | C               | 5          | 0          | CI              | -               | -               | -                  | -                  | -                  | -           | -           | -           | 5      | 0      |
| 2021-2022       | Ancona          | C               | 35+1       | 2          | CI-C            | 2               | 1               | -                  | -                  | -                  | -           | -           | -           | 38     | 3      |
| 2022-2023       | Perugia         | B               | 28         | 0          | CI              | 1               | 0               | -                  | -                  | -                  | -           | -           | -           | 29     | 0      |
| 2023-2024       | Perugia         | C               | 33+3       | 4          | CI-C            | 2               | 0               | -                  | -                  | -                  | -           | -           | -           | 38     | 4      |
| Totale Perugia  | Totale Perugia  | Totale Perugia  | 61+3       | 4          |                 | 3               | 0               |                    | -                  | -                  |             | -           | -           | 67     | 4      |
| 2024-2025       | Sassuolo        | B               | 22         | 1          | CI              | 1               | 0               | -                  | -                  | -                  | -           | -           | -           | 23     | 1      |
| Totale carriera | Totale carriera | Totale carriera | 145+4      | 7          |                 | 9               | 1               |                    | -                  | -                  |             | -           | -           | 158    | 8      |

## Palmarès
- Campionato italiano di Serie B: 1

Sassuolo: 2024-2025